# Lea Ypi
Lea Ypi (Tirana, 1979. szeptember 8. –) albán akadémikus és író. A London School of Economics politikaelméleti professzora. 2022-ben a brit Prospect magazin beválasztotta a világ tíz legjobb gondolkodója közé választotta, a Frankfurter Allgemeine Zeitung pedig a legfontosabb kulturális személyiségek közé. 2023-ban az El País a hat legfontosabb gondolkodó közé választotta. Munkáját 30 nyelvre fordították le, és számos díjat nyert, köztük a Brit Akadémia "Brian Barry"-díját a politikatudományi kiválóságért és a Leverhulme-díjat a kiemelkedő kutatási eredményekért. 2020-ban beválasztották az Academia Europaea-ba, és tagja a Deutscher Memorial Prize zsűrijének.

## Fiatalkora
Tiranában született, Xhaferr Ypi és Vjollca Veli legidősebb gyermekeként, akik a kommunista uralom alatt viszonylag rendes polgárok voltak, de azután, Ypi későbbi gyermekkorában, az 1997-es albán polgárháború előtt bekapcsolódtak az albán demokratikus politikába. A kommunista, majd a posztkommunista Albániában nőtt fel, ennek az átmenetnek a tapasztalata a Free: Coming of Age at the End of History (2021) című könyvének fő témája. Bár a családja a kommunista uralom alatt ateistának lenni kényszerült, családja történelmileg muszlim volt (Ypi azt mondja, hogy ma már agnosztikus). Egyik apai dédapja, Xhafer Ypi rövid ideig Albánia miniszterelnöke volt az 1920-as években, és nagyon rövid ideig az albán kormányt is vezette az olasz megszállás kezdetén. Fiát, Ypi nagyapját 15 évre bebörtönözte Albánia kommunista kormánya.

## Tanulmányai
Ypi 2002-ben filozófiából a római Sapienza Egyetemen, 2004-ben pedig irodalomból ugyanabban az intézményben szerezte meg laureátusát. 2005-ben az Európai Egyetemi Intézetben MSc-t, PhD fokozatát pedig 2008-ban ugyanott szerezte meg. Mielőtt csatlakozott az LSE-hez, az oxfordi Nuffield College posztdoktori ösztöndíjasa volt.
Albán anyanyelvén kívül Ypi folyékonyan beszél angolul, olaszul, franciául, és beszél németül és spanyolul is.

## Művei
Ypi kutatási területe a normatív politikaelmélet (beleértve a demokráciaelméletet, az igazságosság elméleteit, a migráció és a területi jogok kérdéskörét), a felvilágosodás politikai gondolkodása (különösen Kant), a marxizmus és a kritikai elmélet, valamint a Balkán, különösen szülőhazája, Albánia szellemtörténete.
Free: Coming of Age at the End of History című könyve bekerült a Samuel Johnson-díjra és a Costa Book Award for Biography díjra. Elnyerte az Ondaatje-díjat, a Slightly Foxed First Biography Prize-t, a The Sunday Times az év memoárja, valamint a The Guardian, a The New Yorker, a Financial Times, a The Times irodalmi melléklete, a The Spectator, New Statesman, Washington Post, Foreign Affairs és a Daily Mail az év könyve lett. 2022-ben a BBC Radio 4 a könyvet a "Book of the Week" (A hét könyve) című sorozatában folytatta.

## Válogatott bibliográfia
- The Meaning of Partisanship (with Jonathan White), Oxford University Press(wd), 2016.[22]
- Global Justice and Avant-Garde Political Agency, Oxford University Press, 2012.[23]
- Kant and Colonialism: Historical and Critical Perspectives (co-edited with Katrin Flikschuh), Oxford University Press, 2014.[24]
- Migration in Political Theory: The Ethics of Movement and Membership (co-edited with Sarah Fine), Oxford University Press, 2016.[25]
- Free: Coming of Age at the End of History, Penguin, 2021.[26]
- The Architectonic of Reason: Purposiveness and Systematic Unity in Kant's Critique of Pure Reason, Oxford University Press, 2021.

## Magyarul megjelent
- Szabadon (Mire felnőttem, véget ért a történelem) – Európa, Budapest, 2024 · ISBN 9789635048281 · Fordította: Medzibrodszky Alexandra

## Fordítás
- Ez a szócikk részben vagy egészben  a   Lea Ypi című angol Wikipédia-szócikk fordításán alapul.  Az eredeti cikk szerkesztőit annak laptörténete sorolja fel. Ez a jelzés csupán a megfogalmazás eredetét és a szerzői jogokat jelzi, nem szolgál a cikkben szereplő információk forrásmegjelöléseként.